# Il sognatore (album Peppino di Capri)
Il sognatore è il ventinovesimo album del cantante italiano Peppino di Capri, pubblicato del 1987.

## Descrizione
L'album contiene 10 tracce, tra cui il brano omonimo, uscito in 45 giri e presentato al Festival di Sanremo 1987, e vanta collaborazioni con Depsa, Toto Cutugno e Lucio Dalla.

## Tracce
Lato A
1. Il sognatore – 4:07 (testo: Depsa – musica: Giuseppe Faiella, Depsa, Toto Cutugno, Giuseppe Torrebruno)
2. Te sento luntana – 3:35 (testo: Rino Giglio – musica: Giuseppe Faiella, Matteo Fasolino)
3. Am I blue – 4:01 (Malcom Charlton)
4. Duie vase sulamente – 2:56 (testo: Enrico Moscarelli – musica: Giuseppe Faiella, Paolo Moscarelli)
5. Stasera (Like an Angel) – 4:10 (testo: Mimmo Di Francia, Giuseppe Faiella – musica: Mimmo Di Francia)
6. Un'estate fra le dita (feat. Simona Bolognesi) – 4:08 (testo: Mimmo Di Francia, Rino Giglio – musica: Mimmo Di Francia)
7. Sta canzone – 3:18 (testo: Rino Giglio – musica: Giuseppe Faiella, Matteo Fasolino)
8. In the night – 2:56 (testo: Umberto Rivarola – musica: Matteo Fasolino, Umberto Rivarola)
9. Alta marea – 3:36 (testo: Umberto Rivarola – musica: Giuseppe Faiella, Umberto Rivarola)
10. Music – 5:02 (testo: Depsa – musica: Giuseppe Faiella)

## Formazione
- Peppino Di Capri – voce, tastiera
- Matteo Fasolino – tastiera
- Giorgio Cocilovo – chitarra
- Giancarlo De Giorgio – basso
- Alfredo Golino – batteria
- Giancarlo Maurino – sax (tracce 2, 7)
- Lucio Dalla – sax (tracce 3, 9)
- Peppe Russo – sax (traccia 5)
- Debra Pollock, Gail Barry, Williams Renel – cori